# Stanno tutti bene
Stanno tutti bene (br Estamos Todos Bem; pt Estão Todos Bem) é um filme de 1990, dirigido por Giuseppe Tornatore.

## Sinopse
Matteo Scuro (Marcello Mastroianni) é um aposentado que aguarda seus filhos para o seu aniversário. No entanto, após o cancelamento da visita um por vez, Matteo decide ir vê-los de surpresa, viajando de cidade em cidade para encontrá-los. Nesta busca, acaba descobrindo mais do que sabia quando os filhos iam visitá-lo.